# محمد النفيسة
محمد عبد الله النفيسة لاعب كرة قدم سعودي، يلعب في الظهير الأيسر حالياً في نادي الشعلة.

## مسيرة اللاعب
لعب سابقاً مع نادي الشرق ونادي المزاحمية ونادي السد والنادي العربي ونادي الدرعية ونادي الشعلة.